# Semiothisa alternata
Semiothisa alternata là một loài bướm đêm trong họ Geometridae.